# Liste der Monuments historiques in Saint-Loup (Marne)
Die Liste der Monuments historiques in Saint-Loup führt die Monuments historiques in der französischen Gemeinde Saint-Loup auf.

## Liste der Objekte
| Bezeichnung                             | Beschreibung                                                                                 | Standort                     | Kennzeichnung | Schutzstatus | Datum | Bild |
| --------------------------------------- | -------------------------------------------------------------------------------------------- | ---------------------------- | ------------- | ------------ | ----- | ---- |
| Prozessionsstab Heiliger Lupus von Sens | Holz, 17. Jahrhundert                                                                        | in der Kirche St-Loup (Lage) | PM51002446    | Inscrit      | 1976  |      |
| Triumphbogen und -kreuz                 | Holz, 17. Jahrhundert                                                                        | in der Kirche St-Loup (Lage) | PM51002444    | Inscrit      | 1976  |      |
| Prozessionsstab Heiliger Servatius      | Holz, 17. Jahrhundert                                                                        | in der Kirche St-Loup (Lage) | PM51002447    | Inscrit      | 1976  |      |
| Skulptur eines Heiligen                 | Holz, 17. Jahrhundert                                                                        | in der Kirche St-Loup (Lage) | PM51002912    | Inscrit      | 1978  |      |
| Skulptur Madonna mit Kind               | Holz, 17. Jahrhundert                                                                        | in der Kirche St-Loup (Lage) | PM51002913    | Inscrit      | 1978  |      |
| Lupus-von-Sens-Altar                    | Altartisch, Retabel und Gemälde; Holz, farbig gefasst, Ölfarbe auf Leinwand, 17. Jahrhundert | in der Kirche St-Loup (Lage) | PM51002448    | Inscrit      | 1976  |      |
| Skulptur Heiliger Lupus von Sens        | Holz, farbig gefasst, 17. Jahrhundert                                                        | in der Kirche St-Loup (Lage) | PM51002445    | Inscrit      | 1976  |      |
| Kruzifix                                | Holz, 17. Jahrhundert                                                                        | in der Kirche St-Loup (Lage) | PM51002914    | Inscrit      | 1978  |      |